# Morris Childs

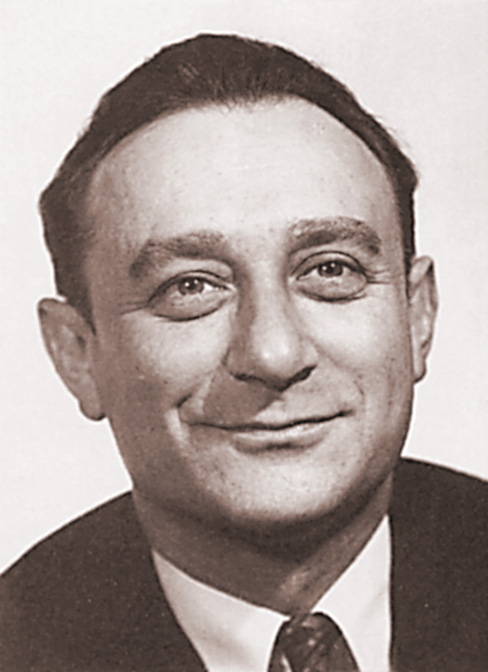
Morris Childs

Morris Childs (* 28. Maijul. / 10. Juni 1902greg. bei Kiew, Russisches Reich als Moische Iossifowitsch Tschilowski; † 2. Juni 1991 in Chicago) war ein US-amerikanischer Doppelagent.
Sein Vater emigrierte 1910 aus Russland in die USA, im Dezember 1911 kam auch die Mutter mit den Kindern auf Ellis Island an. Nach der russischen Oktoberrevolution engagierte sich Morris Childs in der kommunistischen Bewegung in den USA. Von 1929 bis 1932 wurde er an die Internationale Lenin-Schule in Moskau entsandt, nach seiner Rückkehr in die USA arbeitete Childs weiter für die kommunistische Bewegung. Bei den Kongresswahlen 1938 bewarb er sich erfolglos für einen Sitz im US-Senat als Vertreter des Bundesstaates Illinois.
Im Jahr 1952 wurde er vom FBI als Doppelagent angeworben. Von 1958 bis 1977 unternahm er 52 Reisen nach Moskau, wo er unter anderem Bargeld für die Finanzierung der Kommunistischen Partei der USA entgegennahm.
Bei der Untersuchung des Church Committees des US-Senats 1975 über die Aktivitäten der Nachrichtendienste wurde Morris Childs gegenüber dem Ausschuss als wichtigster Agent bezeichnet, den die USA je hatten. Childs erhielt 1977 vom sowjetischen Generalsekretär Leonid Breschnew den Rotbannerorden und 1987 vom US-Präsidenten Ronald Reagan die Presidential Medal of Freedom.